# Lecanora kofae
Lecanora kofae är en lavart som beskrevs av B. D. Ryan & T. H. Nash. Lecanora kofae ingår i släktet Lecanora och familjen Lecanoraceae.   Inga underarter finns listade i Catalogue of Life.